# Női 4 × 100 méteres vegyesúszás a 2011. évi nyári európai ifjúsági olimpiai fesztiválon
A Trabzonban rendezett 2011. évi nyári európai ifjúsági olimpiai fesztiválon az úszó versenyszámok közül a női 4 × 100 méteres vegyes  július 29-én rendezték.

## Előfutamok
Az összesített eredmények alapján a legjobb időeredménnyel rendelkező 8 csapat jutott a döntőbe.
| H   | F | Nemzet             | Versenyzők                                                                          | E                                       | Mj |
| --- | - | ------------------ | ----------------------------------------------------------------------------------- | --------------------------------------- | -- |
| 1.  |   | Oroszország        | Daria Ustinova Tatiana Seryak Rozaliya Nasretdinova Elizaveta Korolkova             | 4:18.55 1:06.00 1:12.83 1:03.05 56.67   | Q  |
| 2.  |   | Egyesült Királyság | Harriet Cooper Jessie Foster Shauntelle Austin Siwan Thomas-Howells                 | 4:22.31 1:04.62 1:15.28 1:04.21 58.20   | Q  |
| 3.  |   | Franciaország      | Alice Aubry Marine Verot Marie Wattel Anais Arlandis                                | 4:22.79 1:08.94 1:13.98 1:01.73 58.14   | Q  |
| 4.  |   | Olaszország        | Beatrice Cannistraro Silvia Guerra Arianna Castiglioni Giorgia Biondani             | 4:23.59 1:05.72 1:14.00 1:07.00 56.87   | Q  |
| 5.  |   | Németország        | Sonnele Aylin Oeztuerk Margarethe T.Hummel Emily Siebrecht Anna Stephanie Dietterle | 4:23.79 1:06.78 1:14.69 1:05.44 56.88   | Q  |
| 6.  |   | Magyarország       | Lukács Evelyn Janik Dorottya Juhász Adél Novoszáth Melinda                          | 4:24.00 1:05.54 1:16.47 1:03.60 58.39   | Q  |
| 7.  |   | Szlovénia          | Iza Sencar Tjasa Pintar Nastja Govejsek Kaja Sajovec                                | 4:24.73 1:07.34 1:14.25 1:03.98 59.16   | Q  |
| 8.  |   | Csehország         | Petra Gebauerova Kristyna Horska Lucie Svecena Anna Kolarova                        | 4:28.66 1:08.50 1:17.56 1:03.48 59.12   | Q  |
| 9.  |   | Svédország         | Marlene Pavlu Lewin Sophie Hansson Elin Podeus Lina Rosvall                         | 4:29.39 1:06.38 1:14.08 1:08.18 1:00.75 |    |
| 10. |   | Spanyolország      | Elena Monterroso Sandra Garcia Paula Sanchez Fatima Gallardo                        | 4:30.54 1:08.75 1:17.96 1:04.85 58.98   |    |
| 11. |   | Ausztria           | Desiree Felner Julia Kukla Katharina Himmler Lena Kreundl                           | 4:31.53 1:07.59 1:17.63 1:06.78 59.53   |    |
| 12. |   | Dánia              | Hannah Nissen Thea Schulze Lise-Lotte Bentin Mette Haagen-Larsen                    | 4:31.79 1:08.12 1:16.86 1:05.91 1:00.90 |    |
| 13. |   | Lengyelország      | Agata Maria Magner Jowita Sienczyk Agnieszka Monik Scieszko Nikola Sara Petryka     | 4:33.11 1:08.96 1:15.64 1:08.21 1:00.30 |    |
| 14. |   | Görögország        | Alexandra Tsiaka Angeliki Maria Mavrantza Marianthi Radou Vasiliki-Stavroula Baka   | 4:33.82 1:11.18 1:15.11 1:07.68 59.85   |    |
| 15. |   | Szlovákia          | Karolina Hajkova Andrea Podmanikova Nina Furjesova Barbora Misendova                | 4:34.09 1:08.36 1:16.12 1:09.28 1:00.33 |    |
| 16. |   | Törökország        | Merlin Askin Ecem Donmez Ilayda Erciyas Zeynep Busra Onal                           | 4:34.74 1:08.59 1:18.98 1:06.80 1:00.37 |    |
| 17. |   | Finnország         | Susanne Hirvonen Jade Ponni Laura Maki Leona Palvimaki                              | 4:36.76 1:11.71 1:19.40 1:04.87 1:00.78 |    |
| 18. |   | Luxemburg          | Jennifer Diederich Manon Van Den Bossche Julie Meynen Monique Olivier               | 4:38.69 1:09.69 1:21.97 1:05.43 1:01.60 |    |
| 19. |   | Svájc              | Babette Krenger Maria-Ines Haldemann Benedetta Cena Rachel Tschabuschnig            | 4:38.73 1:08.59 1:20.02 1:08.70 1:01.42 |    |
| 20. |   | Litvánia           | Ugne Mazutaityte Vikte Labanauskaite Aiste Kubiliute Eva Gliozeryte                 | 4:39.71 1:06.71 1:16.59 1:16.66 59.75   |    |
| 21. |   | Moldova            | Daria Borisiuk Irina Semenenco Anastasia Antonova Vlada Vasiliev                    | 4:45.27 1:09.13 1:19.04 1:09.55 1:07.55 |    |
| 22. |   | Észtország         | Elena Kaen Kristin Marija Letunova Kristina Jumankina Monika Lipard                 | 4:56.12 1:16.23 1:23.70 1:13.87 1:02.32 |    |

## Döntő
| H     | Név                | Nemzet                                                                               | E                                     | Mj |
| ----- | ------------------ | ------------------------------------------------------------------------------------ | ------------------------------------- | -- |
| Arany | Oroszország        | Daria Ustinova Anna Ganus Anastasia Guzhenkova Mariya Baklakova                      | 4:12.97 1:04.42 1:10.70 1:02.07 55.78 |    |
| Ezüst | Olaszország        | Beatrice Cannistraro Arianna Castiglioni Claudia Tarzia Giorgia Biondani             | 4:14.50 1:04.65 1:12.14 1:01.74 55.97 |    |
| Bronz | Németország        | Sonnele Aylin Oeztuerk Margarethe T.Hummel Rosalie Kaethner Anna Stephanie Dietterle | 4:17.33 1:05.85 1:12.72 1:03.24 55.52 |    |
| 4     | Egyesült Királyság | Harriet Cooper Jessie Foster Shauntelle Austin Siwan Thomas-Howells                  | 4:19.02 1:03.46 1:14.12 1:03.95 57.49 |    |
| 5     | Magyarország       | Lukács Evelyn Kertész Tímea Juhász Adél Novoszáth Melinda                            | 4:22.59 1:06.26 1:14.80 1:03.31 58.22 |    |
| 6     | Szlovénia          | Iza Sencar Tjasa Pintar Nastja Govejsek Kaja Sajovec                                 | 4:22.71 1:06.85 1:12.91 1:03.41 59.54 |    |
| 7     | Franciaország      | Alice Aubry Marine Verot Marie Wattel Anais Arlandis                                 | 4:23.40 1:09.47 1:13.42 1:02.58 57.93 |    |
| 8     | Csehország         | Petra Gebauerova Kristyna Horska Lucie Svecena Anna Kolarova                         | 4:27.19 1:07.71 1:17.57 1:02.58 59.33 |    |